# هلال الساحل
نادي هلال الساحل الرياضي هو نادي كرة قدم سوداني من مدينة بورتسودان يلعب في الدوري السوداني الممتاز، تأسس عام 1937  وحصل على لقب الدوري مرة واحدة في عام 1992.